# Benito Recchilongo
Benito Recchilongo (Campli, 4 agosto 1938) è un saggista e scrittore italiano.

## Biografia
Nasce a Campli (TE) nel 1938. Conseguita la Maturità Classica nel 1957, vince una borsa di studio e frequenta la Facoltà di Lettere presso l'Università La Sapienza di Roma, dove si laurea nel 1961. Nel 1964 sposa Sylvie André. Dal matrimonio nascono due figli, Stefano e Luca. Vincitore di pubblici concorsi, insegna nei Licei dal 1963 al 1982. Intanto collabora al Dizionario Biografico degli Italiani (Istituto dell'Enciclopedia Italiana) curando, fra le altre, le biografie degli scrittori Jacopo Cabianca ed Enrico Castelnuovo e dell'editore Rocco Carabba; scrive inoltre recensioni di mostre d'arte; pubblica alcuni saggi critici, tra i quali: 
- Leopardi o Manzoni: uno spartiacque per la cultura d'oggi (Ed. D'Anna, Firenze, 1975)
- Storia del pensiero leopardiana fino alle Operette Morali, in: L'Uomo, un Segno, rivista di filosofia e cultura diretta da Carlo Sini, (n. 1-2, 1978)
- Camille Pissarro: grafica anarchica (Ed. Istituto dell'Enciclopedia Italiana, Roma). Questo saggio ottiene dall'Accademia dei Lincei il Premio per la critica 1981. 
Nel 1983 vince un concorso per diventare preside ed assume la direzione di un Liceo di Roma. Nel 1985, però, insoddisfatto dei metodi di gestione della scuola, lascia la direzione del Liceo ed esce definitivamente dai ruoli dello Stato. Comincia quindi la collaborazione con IFA (Istituto Nazionale per la Formazione Professionale Assicurativa) di Milano, per conto del quale, col ruolo di docente e coordinatore, corsi di aggiornamento per presidi e direttori didattici. riconosciuti dal MIUR, sulla "Gestione manageriale della scuola", con particolare riferimento ai rischi e alla sicurezza. A conclusione di questo lungo ciclo di corsi pubblica il volume: 
- Guida alla gestione della sicurezza nella scuola (Ed. Spaggiari, Parma, 1998)
Nel 1986 fonda, insieme con la moglie, la Galleria André, con sede in Via Giulia, a Roma, dove esiste tuttora. Negli anni la Galleria espone non solo artisti presenti nel contesto romano, ma anche artisti che a Roma si vedono raramente, tra i quali  Virgilio Marchi, Ivo Pannaggi, Enrico Paulucci,  Zoran Mušič, Gianni Dova, Achille Perilli, Alberto Gianquinto, Jean Michel Folon, Valerio Adami. Tra le mostre che egli presenta in catalogo, si possono ricordare: A Leopardi (1998 - V. Adami, R. Antohi, A. Ciarocchi, L. Cremonini, J. M. Folon, A. Forgioli, A. Gianquinto, P. Guccione, Z. Music, P. Reggiani); Buongiorno Duemila! (1999 - V. Adami, J. M. Folon); Perch'io non spero... (2000 - V. Adam, A. Gianquinto, P. Guccione, E. Tadini); Ut Pictura Poesis? Carte di artisti e poeti (205 - pitture di V. Adami, J. M. Folon, P. Guccione e versi di Tonino Guerra, F. Loi, M. L. Spaziani); Achille Perilli (2006 - mostra personale); Disegnare/Dipingere (2009 - personale di V. Adami); Antiforma d'azione (2015 - personale di G. Asdrubali). Nel 2009, per il centenario del Manifesto del Futurismo, organizza una mostra dedicata a Ivo Pannaggi ed una dedicata a Virgilio Marchi, ambedue con opere inedite. Nel 2017, infine, promuove la più grande mostra antologica di Valerio Adami mai organizzata a Roma: presso le sale dell'Accademia d'Ungheria (Palazzo Falconieri - Via Giulia), della Galleria André (Via Giulia) e della Galleria Mucciaccia (Piazza di Fontanella Borghese). 
Nel 2003 pubblica il saggio Sironi decoratore (Ed. Iiriti). 
Nel 2012, crea un blog sotto lo pseudonimo di Leo Seniore e pubblica, fra l'altro, versi satirici dedicati a molti protagonisti della scena politica italiana a cavallo tra i due millenni, ora raccolti in: Diario italiano: da tangentopoli a burlescopoli.

## Pubblicazioni principali

### Saggistica
- Leopardi o Manzoni - uno spartiacque nella cultura d'oggi, Casa editrice D'Anna, Firenze, 1975
- Storia del pensiero leopardiano fino alle Operette morali in L'Uomo, un Segno, rivista di filosofia e cultura diretta da Carlo Sini, n.1-2, 1978
- Camille Pissarro, Grafica anarchica, Istituto dell'Enciclopedia Italiana, Bibliotheca Biographica, 1981
- Guida alla gestione della sicurezza nella scuola, Spaggiari, 2001
- Sironi Decoratore, Iiriti editore, 2003

Dizionario Biografico degli Italiani, voll. XI, 1969, p. 672-673;  XIII, 1971, p. 22-23;  XV, 1972, p. 112, 122-123, 692-694, 751; XIX, 1976, p. 293-295;  XXI,1978, p. 818-820.

### Narrativa
- Dante e Bice, La Bussola, 2021

(come Leo Seniore)
- Leo Seniore, Torania 77, e-Book Kindle
- Leo Seniore, Il taccuino nello zaino, e-Book Kindle
- Leo Seniore, Diario italiano - da Tangentopoli a Burlescopoli, e-Book Kindle